# Stemmen (Barsinghausen)
Das Dorf Stemmen ist ein nordöstlicher Ortsteil der Mittelstadt Barsinghausen in der niedersächsischen Region Hannover.

## Geografie
Stemmen liegt im Calenberger Land unmittelbar westlich des Stemmer Bergs. Durch das Dorf führt in ihrem Abschnitt Nordgoltern−Göxe die Bundesstraße 65, welche den Ortsteil nach Westen mit der Bundesautobahn 2 (Anschlussstelle Bad Nenndorf) verbindet und nach Osten unter anderem zur nahen Großstadt Hannover führt. Nachbarorte sind im Nordwesten Barrigsen, im Nordosten Lathwehren, im Osten Göxe, im Süden Eckerde, im Südwesten Großgoltern und im Westsüdwesten Nordgoltern. Etwas südwestlich fließt die Südaue am Dorf vorbei.

## Geschichte
Stemmen lag dicht an der mittelalterlichen Handelsstraße, die Hildesheim und Braunschweig mit den Städten Westfalens verband und dessen Verlauf weitgehend dem der heutigen Bundesstraße 65 entspricht.
In den Akten des Domkapitels Minden findet sich ein Vermerk über die Bitte des Calenbergischen Landrentmeisters Christoph Blume um einen Pachtnachlass für Stemmen in den Jahren 1650 bis 1658 wegen verminderten Korns durch die nasse Witterung. Daran erinnert auch heute noch die Kornblume im Stemmer Wappen.
Nach Aufzeichnungen im Stemmener Kirchenbuch von 1746 wurden vom Pastor Elias Friedrich Schmersahl in Stemmen die ersten Kartoffeln im Hannoverschen Land angebaut. An diesen „Kartoffel-Pastor“ erinnert ein Gedenkstein auf dem Platz zwischen der Kirche und dem ehemaligen Pfarrhaus im Ort.

### Eingemeindungen
Am 1. Juli 1968 verschmolz Stemmen mit den Gemeinden Eckerde, Göxe, Großgoltern und Nordgoltern zur Gemeinde Goltern.
Im Zuge der Gebietsreform in Niedersachsen, die am 1. März 1974 stattfand, folgte die Eingemeindung von Goltern in die Stadt Barsinghausen.

### Einwohnerentwicklung
| Jahr      | 1910  | 1925  | 1933  | 1939  | 1950  | 1956  | 2017  |
| --------- | ----- | ----- | ----- | ----- | ----- | ----- | ----- |
| Einwohner | 450   | 461   | 420   | 401   | 809   | 689   | 700   |
| Quelle    | [ 7 ] | [ 8 ] | [ 8 ] | [ 8 ] | [ 1 ] | [ 1 ] | [ 2 ] |

|  |

## Politik

### Stadtrat und Bürgermeister
Stemmen wird auf kommunaler Ebene von dem Rat der Stadt Barsinghausen vertreten.

### Wappen
Der Entwurf des Kommunalwappens von Stemmen stammt von dem Heraldiker und Grafiker Alfred Brecht, der sämtliche Wappen in der Region Hannover entworfen hat. Die Genehmigung des Wappens wurde am 13. Januar 1964 durch den Regierungspräsidenten in Hannover erteilt.
| Wappen von Stemmen | Blasonierung: „Rot : Silber gespalten, vorn zwei blau-bewehrte und -gezungte, goldene Leoparden am Spalt, hinten über einer roten Pflugschar eine rote Kornblume mit goldenem Samenkern.“ |
| Wappen von Stemmen | Wappenbegründung: Im Wappen von Stemmen sind die Landesfarben enthalten, die einst auch die Farben des Bistums Minden und der Schaumburger Grafen waren. Es hat ferner durch die welfischen Leoparden die vielhundertjährige Oberherrschaft der Herzöge angezeigt, in der Kornblume das Andenken an den Landrentmeister Christoph Blume, der im Ort die Kirche stiftete und damit ein bleibendes Denkmal geschaffen hat, geehrt und in der Pflugschar den noch heute bäuerlichen Ort symbolisiert. |

## Kultur und Sehenswürdigkeiten

### Bauwerke
- Rittergut Stemmen – das ländliche Ortsbild wird wesentlich vom Gut, dessen heutiger Eigentümer Jahn Friedrich Freiherr von Rössing ist, mitbestimmt
- Kirche Stemmen – sie bildet den Mittelpunkt des Dorfes

### Naturdenkmale
- Drei Rotbuchen

### Fotogalerie

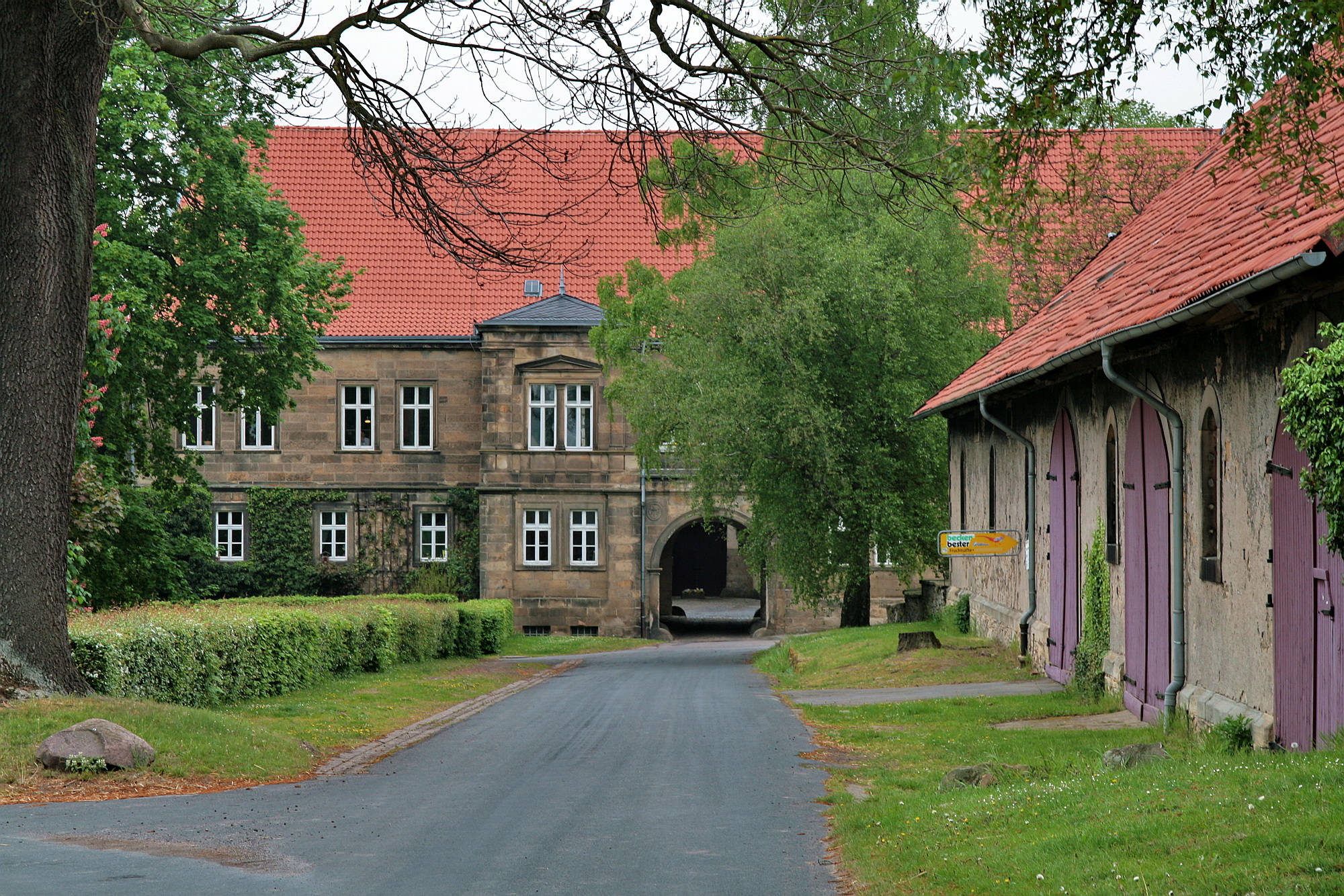
Rittergut Stemmen
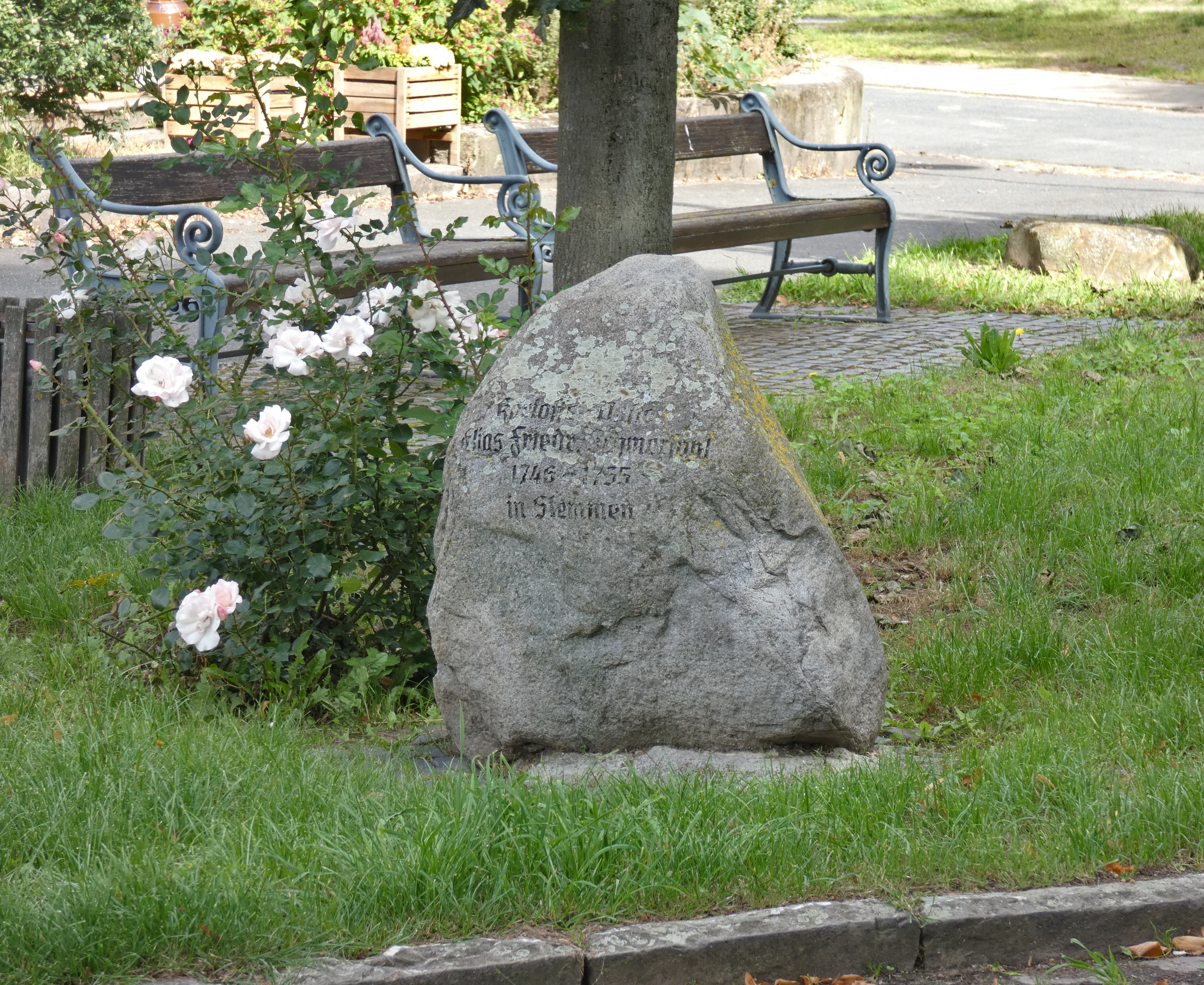
Gedenkstein zum „Kartoffel-Pastor“
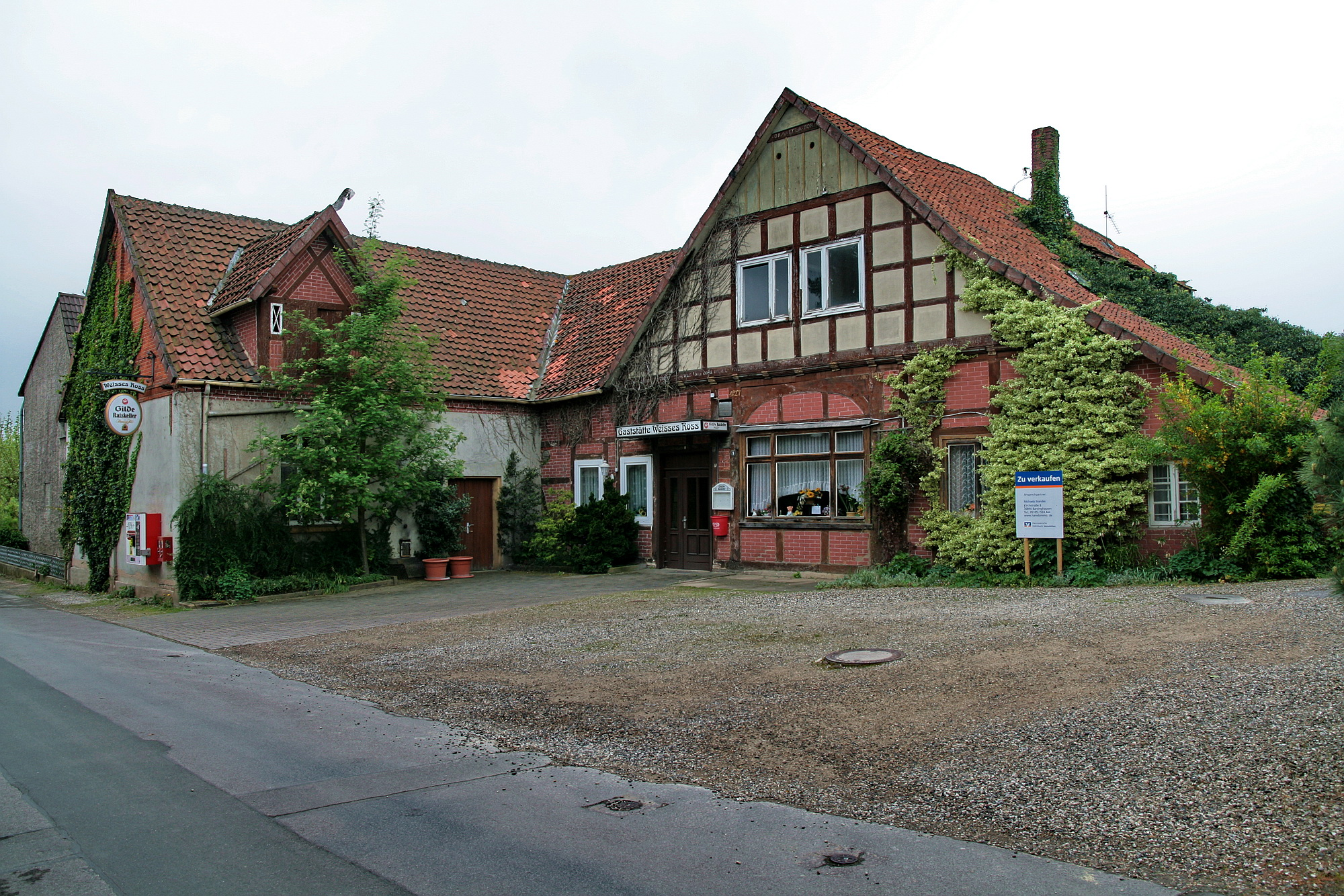
Gasthaus „Weißes Ross“ von 1819
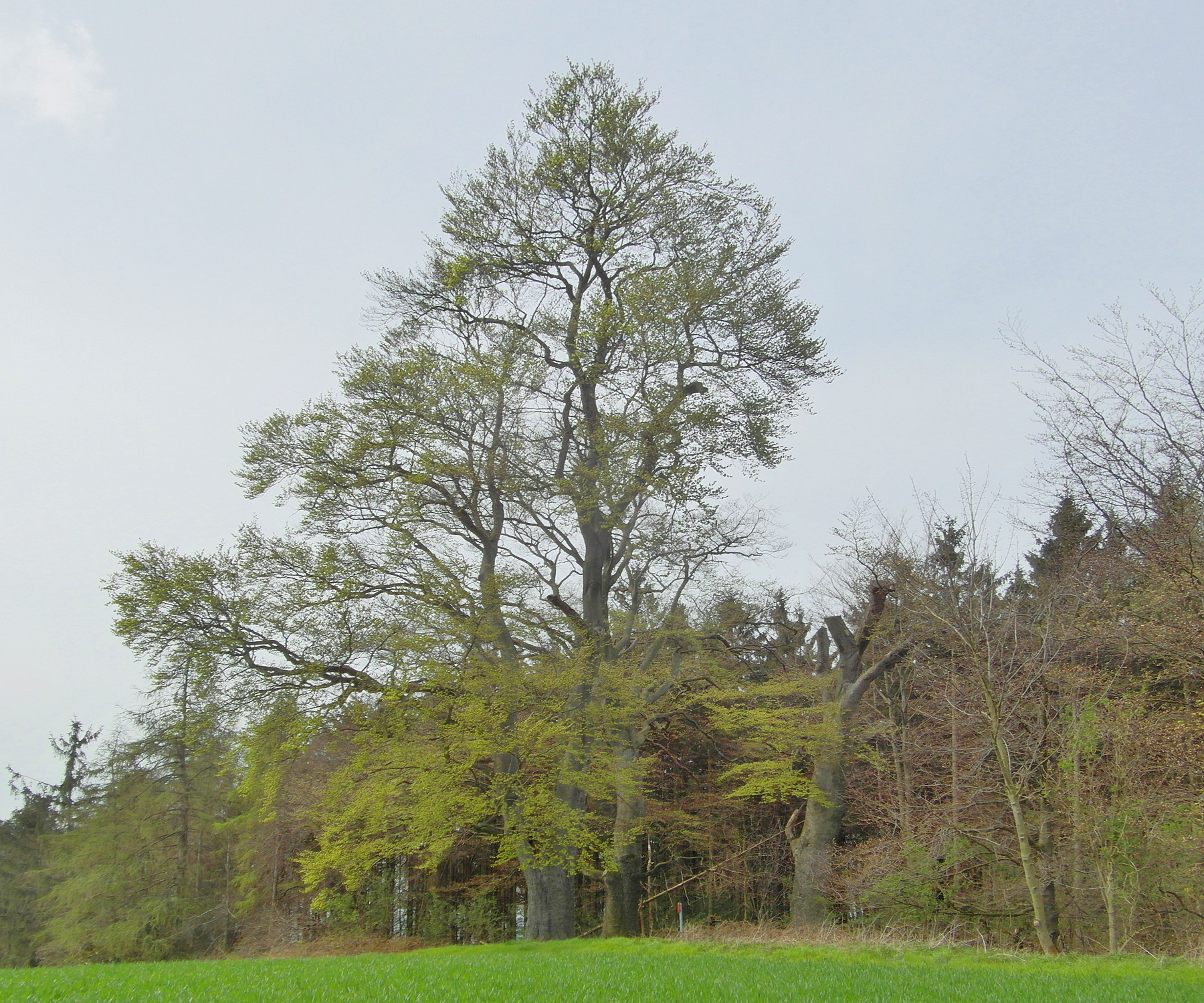
Naturdenkmale – drei Rotbuchen auf der Höhe des Stemmer Berges

### Auszeichnungen
- Stemmen wurde 1996 mit dem Prädikat „Schönstes Dorf“ im Landkreis Hannover ausgezeichnet

## Persönlichkeiten

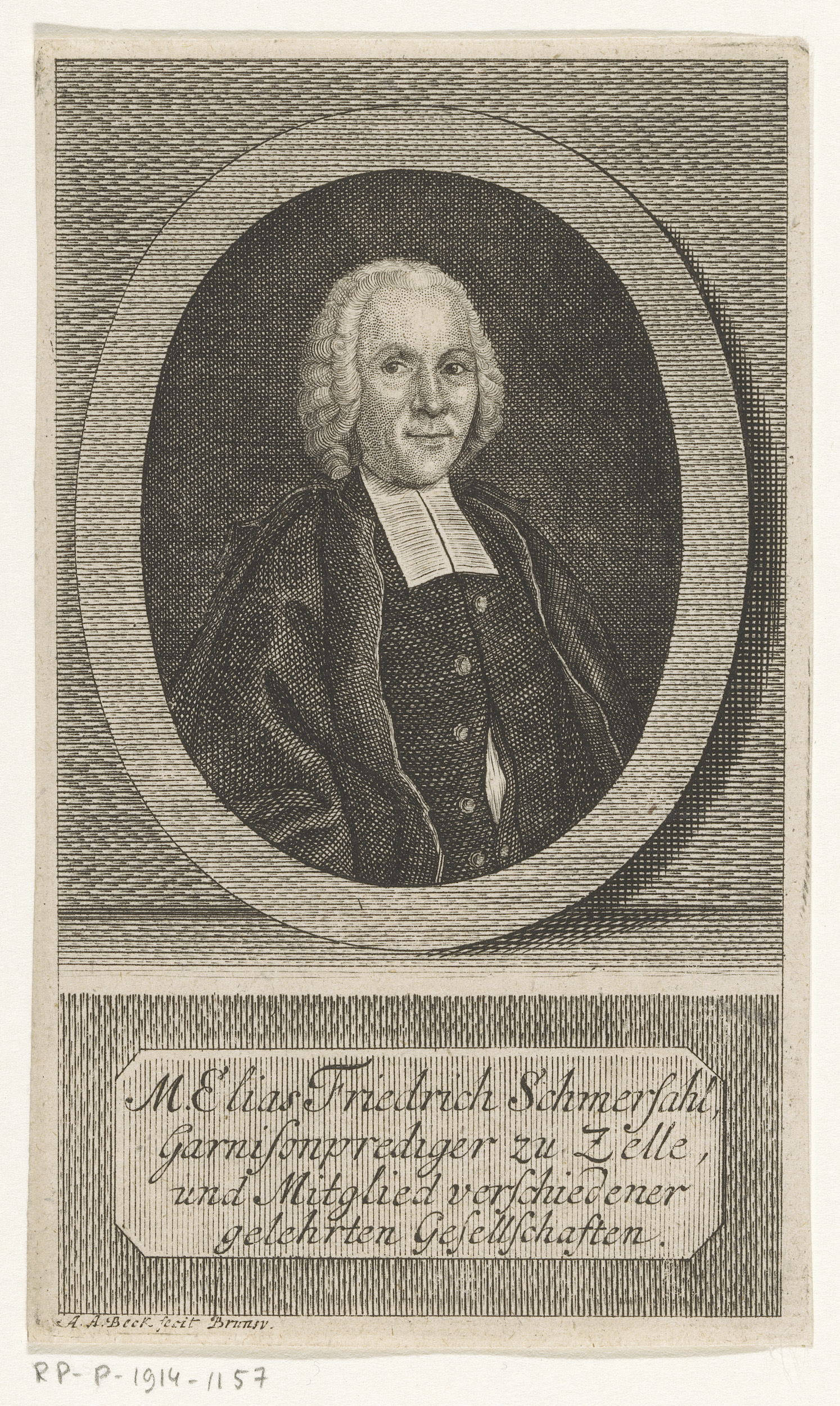
Elias Friedrich Schmersahl (1719–1775)

Personen, die mit dem Ort in Verbindung stehen
- Elias Friedrich Schmersahl (1719–1775), lutherischer Theologe, Prediger und Literaturhistoriker, er wirkte von 1746 bis 1755 als Pastor in Stemmen
- Ludwig Heinrich Meyer (1798–1855), evangelischer Pastor, literarisch trat er durch seinen Gedichtband Weser-Lieder (1844) hervor, er war von 1821 bis 1831 Pastor in Stemmen
- Heinrich Tuschke (1868–1935), Maurer, Kaufmann und Konservenfabrikant, die von ihm gegründete Firma produziert seit 1977 Sauerkonserven in Stemmen
- Herbert Otto Gille (1897–1966), SS-Obergruppenführer und General der Waffen-SS, verstarb in Stemmen